# Alonso Silveira de Mello
Alonso Silveira de Mello SJ (* 21. Januar 1901 in Cruz Alta, Rio Grande do Sul; † 2. Oktober 1987 in Diamantino, Mato Grosso) war ein brasilianischer Ordensgeistlicher, römisch-katholischer Bischof und Prälat von Diamantino.

## Leben
Alonso Silveira de Mello trat der Ordensgemeinschaft der Jesuiten bei und empfing am 6. Dezember 1932 die Priesterweihe.
Papst Pius II. ernannte ihn am 12. November 1949 zum Apostolischen Administrator der bereits 1929 errichteten Territorialprälatur Diamantino. Am 13. Juni 1955 ernannte ihn der Papst zum ersten Prälaten von Diamantino und Titularbischof von Nasai. Der Erzbischof von Porto Alegre, Alfredo Vicente Scherer, spendete ihm am 21. August desselben Jahres die Bischofsweihe; Mitkonsekratoren waren Luís Victor Sartori, Bischof von Montes Claros, und Benedito Zorzi, Bischof von Caxias.
Er nahm an allen vier Sitzungsperioden des Zweiten Vatikanischen Konzils als Konzilsvater teil.
Papst Paul VI. nahm am 29. November 1971 seinen Rücktritt als Prälat von Diamantino und den gleichzeitigen Verzicht auf seinen Titularsitz an.